# 이칼루이트
이칼루이트(이누크티투트어: ᐃᖃᓗᐃᑦ, 영어, 프랑스어: Iqaluit)는 캐나다 누나부트 준주의 주도로, 배핀섬 남쪽 해안에 위치해 있다. 북극권의 바깥에 위치하고 있지만 매우 가까우며, 툰드라 기후에 속한다.

## 역사
해당 지역은 수천 년간 이누이트의 낚시 장소로 사용되어 왔기 때문에 이누이트어로 많은 물고기의 장소라는 뜻인 "이칼루이트"라는 이름이 붙게 되었다. 1576년, 영국의 탐험가 마틴 프로비셔(Martin Frobisher)가 이곳에 도달했고, 그는 이곳을 중국으로 향하는 육로로 생각했다.
이후 1942년에는 미 공군 기지가 지어졌고, 이때 활주로로 쓰이기 알맞은 평야 지역을 선정하는 것을 돕던 이누이트족 출신 나카수크(Nakasuk)가 최초로 영구 거주를 하게 되었다. ICBM의 개발로 이칼루이트 지역의 전략적 중요성이 낮아지자 미 공군은 1963년 이 지역에서 철수했지만, 당시 프로비셔 만(Frobisher Bay) 지역으로 불리던 이칼루이트 지역은 동부 북극권 지역의 행정, 교통상 중심지로 남게 되었다. 1987년, 시의 이름이 "프로비셔 만"에서 "이칼루이트"(Iqaluit)로 변경되었다.

## 주민
2016년의 인구조사에 따르면, 2011년 조사의 수치보다 15.5% 증가한 수치인 7,740명이 이칼루이트에 거주한다. 이는 캐나다의 주도 중 가장 작은 인구 수이다. 인구의 대부분은 도시의 중심지에 모여 산다.
이칼루이트 인구의 민족집단별 비율은 다음과 같다:
- 61.2% 캐나다 원주민; 59.1% 이누이트, 1.0% 퍼스트 네이션, 1.0% 원주민-유럽인 혼혈(메티, Métis)
- 34.4% 백인(유럽계)
- 1.1%  흑인(아프리카계)
- 1.1%  동남아시아계; 0.9% 필리핀계
- 0.9%  동아시아계; 0.8% 중국계, 0.2% 한국계
- 0.8%  남아시아계
- 0.2%  라틴 아메리카계
- 0.2%  아랍계
- 0.2%  혼혈; 메티(Métis)를 포함할 시 1.1%

| 연도 | 인구  | ±%     |
| ---- | ----- | ------ |
| 1971 | 2,014 | —      |
| 1981 | 2,333 | +15.8% |
| 1991 | 3,552 | +52.3% |
| 1996 | 4,220 | +18.8% |
| 2001 | 5,236 | +24.1% |
| 2006 | 6,184 | +18.1% |
| 2011 | 6,699 | +8.3%  |
| 2016 | 7,740 | +15.5% |

### 언어
이칼루이트에는 지배적인 언어가 있지 않다. 45.4%의 주민이 영어를 모어로 밝혔으나, 45.4%가 또한 이누크티투트어를 모어로 밝혔다. 하지만 주민의 97.2%가 영어를 구사할 수 있는데 반해, 주민의 53.1%만이 이누크티투트어를 구사할 수 있는 것으로 조사되어 영어가 전반적으로 주된 언어로 생각될 수 있다. 인구의 4.8%는 프랑스어를 모어로 가지기도 한다.

### 교육
25세 이상의 인구 중 5.7%가 고등교육을 받았고, 59.8%는 중등과정 이상의 교육을 받았다. 한편 24.3%는 자격증, 졸업장, 학위를 가지고 있지 않다.

## 기후
| 이칼루이트 (이칼루이트 공항)의 기후                                                         | 이칼루이트 (이칼루이트 공항)의 기후 | 이칼루이트 (이칼루이트 공항)의 기후 | 이칼루이트 (이칼루이트 공항)의 기후 | 이칼루이트 (이칼루이트 공항)의 기후 | 이칼루이트 (이칼루이트 공항)의 기후 | 이칼루이트 (이칼루이트 공항)의 기후 | 이칼루이트 (이칼루이트 공항)의 기후 | 이칼루이트 (이칼루이트 공항)의 기후 | 이칼루이트 (이칼루이트 공항)의 기후 | 이칼루이트 (이칼루이트 공항)의 기후 | 이칼루이트 (이칼루이트 공항)의 기후 | 이칼루이트 (이칼루이트 공항)의 기후 | 이칼루이트 (이칼루이트 공항)의 기후 |
| 월                                                                                          | 1월                                 | 2월                                 | 3월                                 | 4월                                 | 5월                                 | 6월                                 | 7월                                 | 8월                                 | 9월                                 | 10월                                | 11월                                | 12월                                | 연간                                |
| ------------------------------------------------------------------------------------------- | ----------------------------------- | ----------------------------------- | ----------------------------------- | ----------------------------------- | ----------------------------------- | ----------------------------------- | ----------------------------------- | ----------------------------------- | ----------------------------------- | ----------------------------------- | ----------------------------------- | ----------------------------------- | ----------------------------------- |
| 역대 최고 기온 °C (°F)                                                                      | 3.9 (39.0)                          | 5.7 (42.3)                          | 4.2 (39.6)                          | 7.2 (45.0)                          | 13.3 (55.9)                         | 22.7 (72.9)                         | 26.8 (80.2)                         | 25.5 (77.9)                         | 18.4 (65.1)                         | 9.1 (48.4)                          | 5.6 (42.1)                          | 3.8 (38.8)                          | 26.8 (80.2)                         |
| 일평균 최고 기온 °C (°F)                                                                    | −22.0 (−7.6)                        | −22.9 (−9.2)                        | −17.6 (0.3)                         | −8.9 (16.0)                         | −0.3 (31.5)                         | 7.0 (44.6)                          | 12.0 (53.6)                         | 11.1 (52.0)                         | 5.6 (42.1)                          | −0.5 (31.1)                         | −7.5 (18.5)                         | −14.7 (5.5)                         | −4.9 (23.2)                         |
| 일일 평균 기온 °C (°F)                                                                      | −26.0 (−14.8)                       | −27.0 (−16.6)                       | −22.4 (−8.3)                        | −13.5 (7.7)                         | −3.2 (26.2)                         | 3.9 (39.0)                          | 8.1 (46.6)                          | 7.5 (45.5)                          | 2.9 (37.2)                          | −3.2 (26.2)                         | −11.1 (12.0)                        | −18.9 (−2.0)                        | −8.6 (16.5)                         |
| 일평균 최저 기온 °C (°F)                                                                    | −29.9 (−21.8)                       | −31.0 (−23.8)                       | −27.2 (−17.0)                       | −18.1 (−0.6)                        | −6.1 (21.0)                         | 0.7 (33.3)                          | 4.2 (39.6)                          | 3.8 (38.8)                          | 0.2 (32.4)                          | −5.8 (21.6)                         | −14.7 (5.5)                         | −23.0 (−9.4)                        | −12.2 (10.0)                        |
| 역대 최저 기온 °C (°F)                                                                      | −45.0 (−49.0)                       | −49.0 (−56.2)                       | −44.7 (−48.5)                       | −34.2 (−29.6)                       | −26.1 (−15.0)                       | −10.2 (13.6)                        | −2.8 (27.0)                         | −2.5 (27.5)                         | −12.8 (9.0)                         | −27.1 (−16.8)                       | −36.2 (−33.2)                       | −43.4 (−46.1)                       | −45.6 (−50.1)                       |
| 최저 체감온도 기록                                                                          | −65.5                               | −66.4                               | −62.1                               | −53.1                               | −36.0                               | −18.8                               | −7.2                                | −8.6                                | −18.6                               | −42.9                               | −56.8                               | −60.1                               | −66.4                               |
| 평균 강수량 mm (인치)                                                                       | 16.3 (0.64)                         | 14.0 (0.55)                         | 21.4 (0.84)                         | 22.7 (0.89)                         | 21.0 (0.83)                         | 48.7 (1.92)                         | 39.8 (1.57)                         | 61.7 (2.43)                         | 50.8 (2.00)                         | 30.2 (1.19)                         | 18.5 (0.73)                         | 16.2 (0.64)                         | 361.2 (14.22)                       |
| 평균 강우량 mm (인치)                                                                       | 0.4 (0.02)                          | 0.1 (0.00)                          | 0.0 (0.0)                           | 0.0 (0.0)                           | 3.3 (0.13)                          | 46.1 (1.81)                         | 44.4 (1.75)                         | 65.5 (2.58)                         | 43.9 (1.73)                         | 12.3 (0.48)                         | 0.7 (0.03)                          | 0.0 (0.0)                           | 216.6 (8.53)                        |
| 평균 강설량 cm (인치)                                                                       | 19.4 (7.6)                          | 15.1 (5.9)                          | 20.6 (8.1)                          | 23.8 (9.4)                          | 23.0 (9.1)                          | 3.8 (1.5)                           | 0.0 (0.0)                           | 0.1 (0.0)                           | 8.5 (3.3)                           | 21.1 (8.3)                          | 25.9 (10.2)                         | 28.8 (11.3)                         | 190.0 (74.8)                        |
| 평균 강수일수 (≥ 0.2 mm)                                                                    | 12.1                                | 10.7                                | 12.4                                | 12.8                                | 10.6                                | 12.3                                | 12.4                                | 14.3                                | 15.7                                | 13.2                                | 12.5                                | 12.8                                | 151.5                               |
| 평균 강우일수 (≥ 0.2 mm)                                                                    | 0.06                                | 0.06                                | 0.06                                | 0.06                                | 1.7                                 | 10.7                                | 13.1                                | 14.8                                | 13.2                                | 3.8                                 | 0.24                                | 0.0                                 | 57.7                                |
| 평균 강설일수 (≥ 0.2 cm)                                                                    | 10.1                                | 8.8                                 | 8.7                                 | 9.6                                 | 8.7                                 | 2.1                                 | 0.06                                | 0.12                                | 3.7                                 | 9.8                                 | 11.9                                | 12.7                                | 86.3                                |
| 평균 상대 습도 (%)                                                                          | 68.1                                | 67.6                                | 68.9                                | 74.6                                | 77.3                                | 74.6                                | 72.9                                | 73.5                                | 75.2                                | 78.7                                | 78.4                                | 74.3                                | 73.7                                |
| 평균 월간 일조시간                                                                          | 32.4                                | 94.0                                | 172.2                               | 216.5                               | 180.5                               | 200.2                               | 236.8                               | 156.8                               | 87.9                                | 51.4                                | 35.6                                | 12.6                                | 1,476.8                             |
| 가능 일조율                                                                                 | 18.5                                | 39.0                                | 47.4                                | 48.2                                | 31.9                                | 32.5                                | 39.3                                | 31.0                                | 22.4                                | 16.8                                | 17.7                                | 8.9                                 | 29.5                                |
| 출처: 캐나다 환경기후변화부 (평년값: 1991년~2020년, 극값: 1946년~현재, 일조: 1981년~2010년) |                                     |                                     |                                     |                                     |                                     |                                     |                                     |                                     |                                     |                                     |                                     |                                     |                                     |

## 교통
이칼루이트는 캐나다에서 유일하게 다른 도시까지 고속도로로 연결되어 있지 않은 주도이다. 도시에 위치한 이칼루이트 공항(Iqaluit Airport)는 대부분의 제트기를 착륙시킬 수 있는 활주로를 지닌 현대식 시설이다.
대부분의 주요 도로는 아스팔트로 포장되어 있으나, 작은 도로들은 자갈 등으로 된 비포장도로인 것이 일반적이다. 시내의 표지판에는 영어와 이누크티투트어로 동시에 안내 사항이 쓰여있는 경우가 많다.

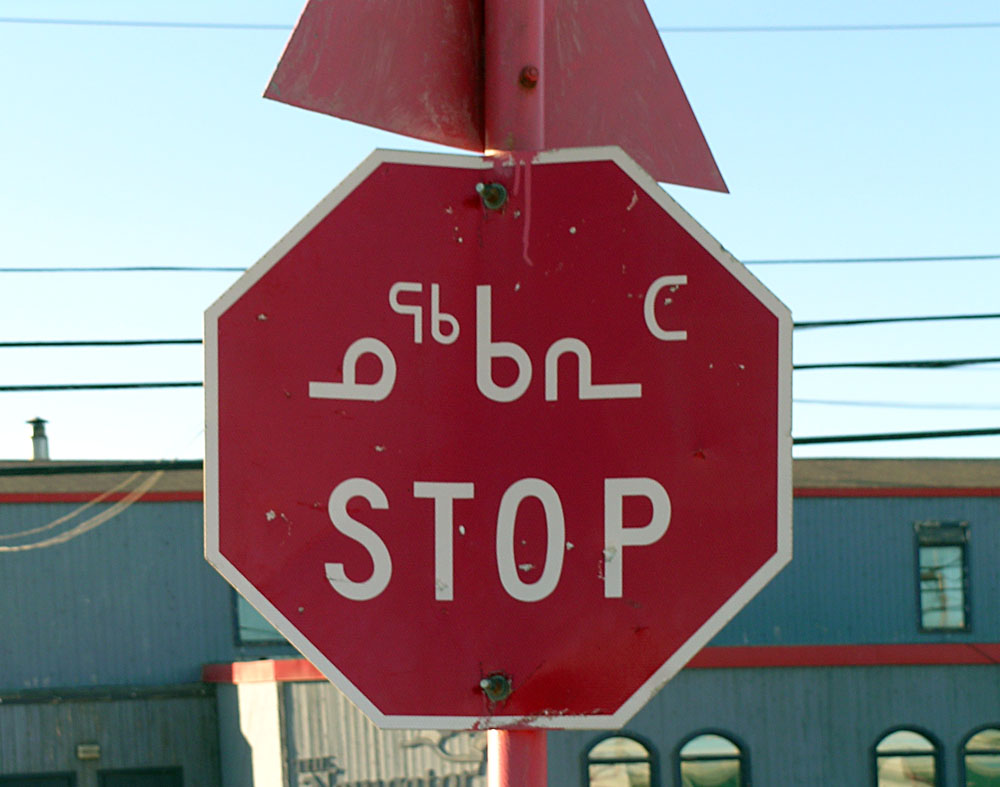
이칼루이트의 "멈추시오" 표지판, 영어로는 STOP, 이누크티투트어로 ᓄᕐᒃᑲᕆᑦ (nuqqarit)라고 쓰여있다.